# Heavy Metal (czasopismo)
„Heavy Metal” – amerykańskie czasopismo komiksowe o tematyce science-fiction i dark fantasy z elementami erotyki, powstałe w kwietniu 1977 na licencji francuskiego „Métal Hurlant”.
W połowie roku 1970 wydawca Leonard Mogel przebywał w Paryżu w celu utworzenia francuskiej wersji wydawnictwa National Lampoon. W tym czasie poznał tamtejszy magazyn komiksowy „Métal Hurlant”, który zadebiutował w grudniu 1974 roku. Po zdobyciu licencji oraz zmianie nazwy na Heavy Metal Mogel rozpoczął wydawanie czasopisma w kwietniu 1977 jako kolorowany miesięcznik. Treścią magazynu było początkowo tłumaczenia z „Métal Hurlant” (zawierające rysunki takich autorów, jak Enki Bilal, Jean Giraud, Philippe Druillet, Milo Manara i Caza). Następnie był tworzony przez Stefano Tamburiniego i Tanino Liberatorego (autorów Ranxa). Publikacji francuskiej wersji zaprzestano w 1987 roku. Wydawnictwo Les Humanoïdes Associés postanowiło wznowić w 2002 roku wydawanie czasopisma w czterech (w tym angielskiej) wersjach językowych.